# Кировская городская дума
Ки́ровская городска́я Ду́ма — представительный орган власти на территории муниципального образования «Город Киров». Состоит из 36 депутатов, избирается населением Кирова по 18 одномандатным округам и единому избирательному округу сроком на 5 лет. Председатель городской Думы, избираемый из числа депутатов, является главой города Кирова.

## История
Кировская городская Дума зарождалась в сложных условиях начального периода становления демократии в России. После ликвидации или самороспуска Совета народных депутатов, всех уровней возникла насущная необходимость создания новых органов представительной власти и органов местного самоуправления. Реформа этих органов в Российской Федерации, в целях обеспечения реализации конституционного принципа разделения властей, проводилась в соответствие с Указами Президента РФ от 21 сентября и от 9 октября 1993 года устанавливалось, что в городах федерального значения население должно избрать органы представительной власти (собрания, думы) в составе депутатов, работающих на постоянной основе. До избрания и начала работы новых органов представительной власти и местного самоуправления исполнительно-распорядительные функции, закрепленные до этого за Советами народных депутатов, осуществляются соответствующими администрациями субъектов Российской Федерации.
По сути, получив в этот период безвременья всю полноту власти, главы местных администраций зачастую не столько стремились как можно скорее организовать выборы представительных органов, сколько препятствовать их созданию.

### I созыв (1995–1997)
Выборы в Кировскую городскую Думу проходили сложно. Только 25 февраля 1995 года после повторных выборов удалось избрать депутатов в 14 из 16 округов и сформировать полномочный состав Думы, а 15 марта приступить к работе. В составе депутатов первого созыва были: глава поселковой администрации, руководитель предприятия, четыре врача, два журналиста, учитель, два работника социальной защиты, три работника промышленных предприятий. Первым председателем Думы был избран Александр Михайлович Пименов — главный врач профилактория Кировского шинного завода. Два года работы Думы первого созыва явились переходным периодом: создавалась новая нормативно-правовая база, определился статус Думы, принят Устав муниципального образования город Киров.
9 октября 1996 года Устав города был принят в окончательном чтении. Устав города стал основой для работы депутатов второго и третьего созывов по созданию и совершенствованию нормативной базы местного самоуправления.

### II созыв (1997–2002)
23 марта 1997 года прошли выборы в Кировскую городскую Думу второго созыва. Избраны 36 депутатов.
На втором заседании Думы председателем избран Никулин Леонид Геннадьевич.
К заслуге депутатов второго созыва следует отнести принятие комплекта документов, регулирующего вопросы управления муниципальным имуществом: порядок его приватизации, аренды, вопросы управления муниципальными землями.

### III созыв (2002–2007)
Выборы в третью городскую Думу в 2001 проходили в сложной общественно-политической и экономической обстановке. В этот период обострились разногласия между городской и областной администрациями, произошло увеличение городских долгов, ухудшение положения с финансированием многих городских программ. Все это привело к тому, выборы третьего созыва растянулись на год и проводились три раза.
В результате 34 депутата (из необходимых 36) смогли собраться на первое заседание 9 апреля 2002 года, только с этого дня Дума начала работать. Леонид Геннадьевич Никулин стал депутатом Кировской городской Думы третий раз и второй раз — председателем.
Деятельность Кировской городской Думы третьего созыва строилась в том же направлении что и деятельность двух предыдущих: решение вопросов регулирования земельных отношений, рациональное использование муниципального имущества, совершенствование нормативно-правовой базы местного самоуправления.

### IV созыв (2007–2012)
12 марта 2007 года в результате выборов была сформирована Кировская городская Дума четвертого созыва в количестве 36 депутатов. В состав Кировской городской Думы избрано 36 депутатов: из них 11 депутатов Кировской городской Думы 3-го созыва.
Главой города Кирова, председателем Кировской городской Думы избран Быков Владимир Васильевич. Заместители председателя городской Думы – Улитин Сергей Николаевич и Гагаринова Галина Васильевна

### V созыв (2012–2017)
В единый день голосования 4 марта 2012 года, была сформирована Кировская городская Дума пятого созыва.
Прошедшие выборы имели свои особенности, заключавшиеся во введении смешанной системы выборов. При ней 50 % (18 из 36) депутатов городской Думы стали избираться по пропорциональной системе, а вторая половина – по мажоритарной системе по одномандатным избирательным округам.
Впервые в Кировской городской Думе были образованы партийные фракции: «Единой России», «Справедливой России», КПРФ, ЛДПР.
Главой города Кирова был вновь избран Владимир Васильевич Быков, заместителем председателя городской Думы стал Валерий Николаевич Владыкин. В июле 2013 года из состава депутатского корпуса избран и утверждён второй заместитель председателя Кировской городской Думы – Александр Викторович Семакин.
В дальнейшем, в связи с избранием В. В. Быкова в Законодательное Собрание Кировской области и прекращением им 28 сентября 2016 года полномочий депутата Кировской городской Думы и главы города Кирова по собственному желанию, по результатам тайного голосования Дума избрала на должность главы города Кирова В. Н. Владыкина.

### VII созыв (2017–2022)
Выборы состоялись в единый день голосования 10 сентября 2017 года.
Выборы проходили по смешанной избирательной системе: 18 депутатов избирались путём голосования за списки кандидатов, выдвинутые избирательными объединениями по единому избирательному округу, ещё 18 – по одномандатным избирательным округам.
Нововведением выборов стало разделение списка кандидатов по единому избирательному округу на территориальные группы. Список кандидатов состоял из общемуниципальной части и территориальных групп кандидатов, соответствующих территориям одномандатных избирательных округов.
Для проведения выборов Кировской городской избирательной комиссией была определена, а Кировской городской Думой утверждена новая схема избирательных округов. Схема, следуя новым требованиям избирательного закона, была утверждена на 10 лет.
Из состава нового депутатского корпуса избрана глава города Кирова – Елена Васильевна Ковалёва; заместителями председателя Кировской городской Думы стали Алексей Николаевич Рябов и Александр Владимирович Востриков.

### VII созыв (2022–н.в.)
Выборы состоялись в единые дни голосования 10 и 11 сентября 2022 года.
Продолжила свою работу в качестве главы города Елена Васильевна Ковалёва.

## Структура

### Президиум
Думу возглавляет президиум, состоящий из главы города (председателя) и двух его заместителей. Президиум избирается Думой из своего состава. В случае невозможности выполнения своих полномочий главой города его обязанности выполняет один из заместителей.

### Комиссии
В Думе на постоянной основе работают 6 комиссий:
- Комиссия по бюджету и финансам
- Комиссия по имуществу и земельным отношениям
- Комиссия по городскому хозяйству
- Комиссия по социальной сфере
- Комиссия по МСУ, регламенту и депутатской этике
- Комиссия по делам ветеранов

Решения о создании и ликвидации постоянных комиссий принимается на заседаниях Думы. По мере работы, но не реже одного раза в год, комиссии отчитываются в проделанной работе.
Также в Думе существуют временные комиссии (например, Комиссия по возвращению Кирову исторического названия).

## Полномочия

### Исключительные полномочия Думы
В исключительной компетенции представительного органа власти муниципального образования находится:
1. Принятие устава муниципального образования и внесение в него изменений и дополнений.
2. Утверждение местного бюджета и отчета о его исполнении.
3. Установление, изменение и отмена местных налогов и сборов в соответствии с законодательством Российской Федерации о налогах и сборах.
4. Принятие планов и программ развития муниципального образования, утверждение отчетов об их исполнении.
5. Определение порядка управления и распоряжения имуществом, находящимся в муниципальной собственности.
6. Определение порядка принятия решений о создании, реорганизации и ликвидации муниципальных предприятий и учреждений, а также об установлении тарифов на услуги муниципальных предприятий и учреждений.
7. Определение порядка участия муниципального образования в организациях межмуниципального сотрудничества.
8. Определение порядка материально-технического и организационного обеспечения деятельности органов местного самоуправления.
9. Контроль над исполнением органами местного самоуправления и должностными лицами местного самоуправления полномочий по решению вопросов местного значения.

| - Назначение на должность главы администрации города. - Утверждение структуры администрации города Кирова. - Согласование в установленном настоящим Уставом порядке назначения заместителей главы администрации города Кирова и руководителей органов администрации города, в сфере деятельности которых находятся вопросы, входящие в исключительное ведение городской Думы (финансовые, экономические, имущественные, земельные, по развитию местного самоуправления). - Формирование Кировской городской избирательной комиссии. - Формирование Контрольно-счетной палаты города Кирова, утверждение её структуры, штатов, назначение на должность председателя Контрольно-счетной палаты. - Утверждение штатов городской Думы и структуры аппарата городской Думы. - Утверждение Положения о бюджетном устройстве и бюджетном процессе в муниципальном образовании «Город Киров». - образование целевых бюджетных фондов в порядке и на условиях, установленных действующим законодательством и Положением о бюджетном устройстве и бюджетном процессе в муниципальном образовании «Город Киров»; утверждение источников формирования и основных направлений расходования средств данных фондов. - Утверждение показателей, предусмотренных бюджетным законодательством, настоящим Уставом и Положением о бюджетном устройстве и бюджетном процессе в муниципальном образовании «Город Киров». - Определение порядка ведения реестра расходных обязательств бюджета муниципального образования. - Осуществление законодательной инициативы в Законодательном Собрании Кировской области. - Объявление природных и иных объектов местного назначения, представляющих экологическую, историческую, культурную ценность, особо охраняемыми природными территориями, памятниками истории и культуры, определение правил их охраны и использования. - Утверждение правил благоустройства. - Утверждение положения об организации похоронного дела. - Решение вопросов административно-территориального устройства в соответствии с законодательством, внесение соответствующих представлений в органы государственной власти области. - Утверждение генерального плана развития города, правил землепользования и застройки. - Утверждение состава, порядка подготовки документов территориального планирования муниципального образования, порядка подготовки изменений и внесения их в такие документы, состава, порядка подготовки планов реализации таких документов. - Утверждение состава, порядка подготовки, утверждения и применения местных нормативов градостроительного проектирования. - Утверждение местных нормативов градостроительного проектирования. - Определение порядка управления и распоряжения земельными участками на территории муниципального образования «Город Киров» и осуществление в соответствии с ним полномочий по управлению и распоряжению земельными участками. - Определение минимальных размеров земельных участков для целей государственного кадастрового учёта. - Определение предельных размеров земельных участков, предоставляемых для индивидуального жилищного строительства и личного подсобного хозяйства, а также минимальных размеров земельных участков, предоставляемых бесплатно из земель, находящихся в муниципальной собственности. - Установление порядка определения размеров арендной платы за землю. - Определение порядка ведения муниципального земельного контроля. - Определение в соответствии с действующим законодательством направлений использования денежных средств, привлекаемых в результате размещения муниципальных ценных бумаг и порядок их расходования. - Утверждение нормативного правового акта о перечне и перечня объектов муниципальной собственности, предназначенных для обеспечения деятельности органов местного самоуправления и должностных лиц местного самоуправления, муниципальных служащих, работников муниципальных предприятий и учреждений. - Установление в соответствии с законодательством порядка назначения на должность и освобождения от неё руководителей муниципальных предприятий, учреждений. - Принятие Положения о приватизации муниципального имущества, Программы приватизации муниципального имущества. - Осуществление в соответствии с Положением об управлении и распоряжении имуществом полномочий собственника по управлению и распоряжению муниципальным имуществом. - Утверждение положения о муниципальном заказе. - Установление порядка использования нежилых помещений, предоставления льгот, утверждение методики расчета арендной платы за муниципальное имущество. - Установление в соответствии с действующим законодательством тарифов на оплату коммунальных услуг и размеров платы за пользование жилым помещением и за содержание и ремонт жилого помещения. - Установление в пределах своих прав, определенных законодательством, порядка организации, содержания и развития муниципальных учреждений здравоохранения, образования и культуры, установление муниципальных минимальных стандартов в области здравоохранения и культуры, нормативов расходов на деятельность учреждений здравоохранения, образования и культуры. - Заслушивание отчетов о деятельности главы города Кирова, главы администрации города, должностных лиц администрации города. - Утверждение перечня муниципальных должностей муниципальной службы, замещаемых по конкурсу, и порядка проведения конкурса по замещению данных должностей. - Утверждение размеров и условий оплаты труда депутатов, осуществляющих свои полномочия на постоянной основе, главы города, муниципальных служащих, обслуживающего персонала органов местного самоуправления муниципального образования. - Принятие решений о досрочном прекращении полномочий городской Думы, депутатов, главы города Кирова, главы администрации города в случаях и порядке, предусмотренных законодательством и настоящим Уставом. - Установление в соответствии с законодательством правил торговли и обслуживания населения, принятие положения о рынках в муниципальном образовании. - Установление порядка организации обслуживания населения пассажирским транспортом и правил пользования городским пассажирским транспортом. - Определение в пределах, установленных водным законодательством Российской Федерации, порядка управления и распоряжения водными объектами общего пользования для личных и бытовых нужд, осуществление полномочий по управлению и распоряжению такими водными объектами, установление правил использования водных объектов общего пользования для личных и бытовых нужд. - Утверждение Положения о полномочиях органов местного самоуправления муниципального образования в области регулирования тарифов и надбавок организаций коммунального комплекса. - Осуществление в соответствии с Положением, утверждаемым городской Думой, полномочий в области регулирования тарифов и надбавок организаций коммунального комплекса. - Предъявление в суд или арбитражный суд исков о признании недействительными нарушающими права местного самоуправления решений и действий (бездействия) органов государственной власти и их должностных лиц, органов местного самоуправления и их должностных лиц, предприятий, учреждений, организаций, общественных объединений. - Принятие иных правовых актов, регулирующих на территории муниципального образования вопросы местного значения |

## Состав
Кировская городская Дума состоит из 36 депутатов. Половина депутатов избирается по одномандатным округам, образованным территориями с примерно равным населением. Вторая половина избирается по партийным спискам в едином избирательном округе.
| 7 созыв (2022—2027)               | 7 созыв (2022—2027) | 7 созыв (2022—2027)                                           | 7 созыв (2022—2027) | 7 созыв (2022—2027)        |
| Фамилия Имя Отчество              | Дата рождения       | Способ избрания                                               | До избрания | Должность в городской думе |
| --------------------------------- | ------------------- | ------------------------------------------------------------- | --- | -------------------------- |
| Единая Россия                     |                     |                                                               | |                            |
| Ковалева Елена Васильевна         | 15.12.1963          | По одномандатному избирательному округу №1                    | Глава города Киров |                            |
| Луппов Юрий Александрович         | 08.06.1983          | По одномандатному избирательному округу №2                    | Генеральный директор АО "Кирово-Чепецкий хлебокомбинат" Депутат Кировской городской думы VI созыва на непостоянной основе                                                                   |                            |
| Муратова Наталья Геннадьевна      | 19.03.1970          | По одномандатному избирательному округу №3                    | Главный врач КОГБУЗ "Кировская областная детская клиническая больница" |                            |
| Копысова Лариса Анатольевна       | 28.03.1956          | По одномандатному избирательному округу №4                    | Проректор по стратегическому развитию и проектной деятельности КОГОАУ ДПО "Институт развития образования Кировской области"                                                                 |                            |
| Мамин Даниил Борисович            | 19.11.1973          | По одномандатному избирательному округу №6                    | Коммерческий директор ООО "Рекламные решения" |                            |
| Лютов Егор Сергеевич              | 08.11.1989          | По одномандатному избирательному округу №8                    | Начальник отдела АО "Электромашиностроительный завод "ЛЕПСЕ" |                            |
| Сысолятина Ольга Владимировна     | 19.08.1969          | По одномандатному избирательному округу №9                    | Генеральный директор ООО "УК 25-ПЛЮС" |                            |
| Ральников Вадим Владиславович     | 13.01.1973          | По одномандатному избирательному округу №10                   | Главный врач КОГБУЗ "Кировская областная клиническая больница" |                            |
| Копытин Сергей Владимирович       | 09.10.1976          | По одномандатному избирательному округу №11                   | ООО Управляющая компания "ЖЕЛЕЗНО" Депутат Кировской городской думы VI созыва на непостоянной основе                                                                                        |                            |
| Шулаков Ярослав Анатольевич       | 21.09.1988          | По одномандатному избирательному округу №12                   | Заместитель директора по развитию ООО Строительная компания "Экострой" |                            |
| Халевин Сергей Васильевич         | 26.03.1977          | По одномандатному избирательному округу №13                   | Первый заместитель директора ООО "Управление капитального строительства Вятского машиностроительного предприятия "АВИТЕК" Депутат Кировской городской думы VI созыва на непостоянной основе |                            |
| Шлемензон Юрий Львович            | 11.01.1954          | По одномандатному избирательному округу №14                   | Заместитель директора по социальным вопросам ООО "Производственный комплекс" Депутат Кировской городской думы VI созыва на непостоянной основе                                              |                            |
| Магосимьянова Эльвира Филидоровна | 04.10.1977          | По одномандатному избирательному округу №16                   | Заместитель директора КОГАУК "Вятская филармония" |                            |
| Данилова Любовь Валерьевна        | 26.03.1981          | По одномандатному избирательному округу №17                   | Врач-невролог КОГБУЗ "Кировская городская больница №2" |                            |
| Чиликин Александр Юрьевич         | 16.02.1979          | По общегородскому партийному списку (региональная группа №0)  | Генеральный директор ООО "Газпром межрегионгаз Киров" |                            |
| Березин Андрей Олегович           | 04.06.1982          | По общегородскому партийному списку (региональная группа №0)  | Директор ООО фирма "Глобус" |                            |
| Симбирских Елена Сергеевна        | 10.06.1971          | По общегородскому партийному списку (региональная группа №0)  | Ректор ФГБОУ ВО "Вятский государственный агротехнологический университет" |                            |
| Косулин Александр Николаевич      | 04.08.1974          | По общегородскому партийному списку (региональная группа №1)  | Заместитель генерального директора по развитию ООО фирма "Глобус" |                            |
| Аблонская Татьяна Владимировна    | 17.04.1978          | По общегородскому партийному списку (региональная группа №10) | Заместитель директора по учебно-воспитательной работе МБОУ "Средняя общеобразовательная школа № 2" города Кирова                                                                            |                            |
| Михайлов Александр Павлович       | 03.09.1984          | По общегородскому партийному списку (региональная группа №11) | Заместитель генерального директора по социальным вопросам ООО "Агропромышленный холдинг "Дороничи"                                                                                          |                            |
| Стрельников Андрей Николаевич     | 12.11.1989          | По общегородскому партийному списку (региональная группа №13) | Специалист 1 категории в отделе внедрения системы менеджмента бережливого производства АО "Вятское машиностроительное предприятие "АВИТЕК"                                                  |                            |
| Ситников Денис Николаевич         | 06.09.1978          | По общегородскому партийному списку (региональная группа №14) | Пенсионер |                            |
| Плехов Геннадий Иванович          | 16.05.1955          | По общегородскому партийному списку (региональная группа №18) | Пенсионер |                            |
| Справедливая Россия               |                     |                                                               | |                            |
| Журавлев Владимир Вениаминович    | 21.11.1965          | По одномандатному избирательному округу №15                   | Индивидуальный предприниматель Депутат Кировской городской думы VI созыва на непостоянной основе                                                                                            |                            |
| Никулин Александр Николаевич      | 23.07.1975          | По одномандатному избирательному округу №18                   | Юрисконсульт ООО "Управляющая компания "Заря" |                            |
| Швецов Олег Владимирович          | 22.12.1975          | По общегородскому партийному списку (региональная группа №0)  | Директор ООО «Торговый дом «Фанком» |                            |
| Демина Татьяна Викторовна         | 06.08.1977          | По общегородскому партийному списку (региональная группа №0)  | Директор Управляющая компания «Азбука быта». |                            |
| Царюк Михаил Викторович           | 01.05.1987          | По общегородскому партийному списку (региональная группа №0)  | Заместитель генерального директора по правовым вопросам АО Специализированный застройщик «Кировский сельский строительный комбинат».                                                        |                            |
| ЛДПР                              |                     |                                                               | |                            |
| Коснырев Артем Владимирович       | 11.03.1986          | По одномандатному избирательному округу №5                    | Заместитель генерального директора ЗАО "Кировский молочный комбинат" |                            |
| Ерохин Денис Валерьевич           | 9.03.1979           | По общегородскому партийному списку (региональная группа №0)  | Генеральный директор ООО «Компания Стратегия-Север» |                            |
| Малков Владимир Сергеевич         | 28.03.1987          | По общегородскому партийному списку (региональная группа №0)  | Индивидуальный предприниматель |                            |
| Шихова Светлана Юрьевна           | 19.02.1973          | По общегородскому партийному списку (региональная группа №1)  | Заместитель директора КОГАУК «Вятская филармония» |                            |
| Новые люди                        |                     |                                                               | |                            |
| Савиных Виктор Анатольевич        | 09.04.1986          | По одномандатному избирательному округу №7                    | индивидуальный предприниматель |                            |
| Альминова Анна Александровна      | 17.01.1985          | По общегородскому партийному списку (региональная группа №0)  | Председатель Фонд развития спорта и поддержки молодежных инициатив «ВЯТКА 2.0» |                            |
| КПРФ                              |                     |                                                               | |                            |
| Воробьёва Анастасия               | 19.06.1997          | По общегородскому партийному списку (региональная группа №0)  | Учитель-логопед в МБДОУ детский сад №15 города Кирово-Чепецк |                            |
| Кремлёв Михаил Вячеславович       | 28.09.1995          | По общегородскому партийному списку (региональная группа №0)  | Первый секретарь Кировского горкома КПРФ |                            |

| 6 созыв (2017—2022) | 6 созыв (2017—2022) | 6 созыв (2017—2022)              | 6 созыв (2017—2022) | 6 созыв (2017—2022) |
| Изб.окр. №          | Выдвинут партией    | ФИО                              | Год рожд.           | Место работы |
| ------------------- | ------------------- | -------------------------------- | ------------------- | --- |
| 1                   | ЕР                  | Камышев Александр Владимирович   | 1954                | Председатель Федерации профсоюзных организаций Кировской области |
| 2                   | СР                  | Гордеев Андрей Александрович     | 1972                | Заместитель директора НОУ «Институт природоресурсного и экологического права» |
| 3                   | ЕР                  | Сураев Василий Куприянович       | 1953                | Генеральный директор Кировского молочного комбината |
| 4                   | ЕР                  | Садаков Владимир Викторович      | 1967                | Начальник Кировского областного управления инкассации |
| 5                   |                     | Платунова Татьяна Викторовна     | 1964                | Начальник юридического отдела Кировского молочного комбината |
| 6                   | ЕР                  | Косулин Александр Николаевич     | 1974                | Руководитель производственно-перерабатывающей сети Система Глобус |
| 7                   | ЕР                  | Репняков Владимир Анатольевич    | 1970                | Первый заместитель Председателя Правления банка «Хлынов» |
| 8                   |                     | Григорьев Александр Анатольевич  | 1977                | Заведующий кафедрой информационных систем в экономике по результатам выборов ВятГГУ |
| 9                   | ЕР                  | Владыкин Валерий Николаевич      | 1959                | Главный врач Кировской городской клинической больницы № 6 «Лепсе» |
| 10                  |                     | Никулин Дмитрий Георгиевич       | 1976                | Директор Центральной диспетчерской службы городского пассажирского транспорта |
| 11                  | ЕР                  | Евдокимов Владимир Иванович      | 1946                | Председатель Кировского городского совета ветеранов |
| 12                  |                     | Стародумов Рудольф Александрович | 1962                | Председатель совета Октябрьской районной организации Кировской областной организации Всероссийской общественной организации ветеранов (пенсионеров) войны, труда, вооруженных сил и правоохранительных органов |
| 13                  |                     | Исупов Михаил Васильевич         | 1969                | Директор Кировского физико-математического лицея |
| 14                  | ЕР                  | Васенин Анатолий Алексеевич      | 1950                | Генеральный директор ОАО «Вяткаагроснаб» |
| 15                  | ЕР                  | Журавлев Владимир Вениаминович   | 1965                | Директор ООО «Киби» |
| 16                  | ЕР                  | Строй Иван Петрович              | 1983                | Директор Дворца культуры «Космос» |
| 17                  | ЕР                  | Шабалина Надежда Павловна        | 1964                | Директор ООО «Заря» |
| ЕИО                 | КПРФ                | Сандалов Леонид Витальевич       | 1958                | Генеральный директор ЗАО «Моторавто» |
| ЕИО                 | КПРФ                | Закалата Елена Владимировна      | 1953                | Заведующая отделением гинекологии КОГУЗ «Кировская областная клиническая больница» |
| ЕИО                 | КПРФ                | Овечкин Алексей Александрович    |                     | |
| ЕИО                 | КПРФ                | Черезова Татьяна Ивановна        |                     | Начальник отдела правового обеспечения Центра детского здоровья и развития «Лада» |
| ЕИО                 | ЕР                  | Быков Владимир Васильевич        | 1953                | Глава города Кирова в 2007—2016 годах (как Председатель Кировской городской Думы 4-го и 5-го созывов) |
| ЕИО                 | ЕР                  | Журова Светлана Сергеевна        | 1972                | Заместитель начальника филиала по Красногвардейскому району Уголовно-исполнительной инспекции УФСИН по Санкт-Петербургу и Ленинградской области                                                                |
| ЕИО                 | ЕР                  | Березин Андрей Олегович          | 1982                | Юрисконсульт ООО «фирма Глобус» |
| ЕИО                 | ЕР                  | Медовиков Сергей Борисович       | 1961                | Заместитель исполнительного директора Фонда социально-политических исследований и проектов |
| ЕИО                 | ЕР                  | Шутов Алексей Владимирович       | 1971                | Заместитель генерального директора по правовым вопросам ОАО «Кировской мясокомбинат» |
| ЕИО                 | ЕР                  | Липатников Владислав Борисович   | 1974                | Заместитель директора КОГУП «Вятское поле», депутат Законодательного Собрания Кировской области 5-го созыва |
| ЕИО                 | ЕР                  | Гуртов Павел Валерьевич          | 1971                | Заместитель директора по социальным вопросам ООО «Экватор» |
| ЕИО                 | ЕР                  | Сергеев Дмитрий Валерьевич       |                     | |
| ЕИО                 | ЛДПР                | Хорошавин Владислав Викторович   | 1973                | Индивидуальный предприниматель |
| ЕИО                 | ЛДПР                | Семакин Александр Викторович     | 1972                | Генеральный директор ОАО «Куприт» |
| ЕИО                 | СР                  | Дорофеев Павел Олегович          | 1984                | Индивидуальный предприниматель |
| ЕИО                 | СР                  | Кузьмин Алексей Александрович    | 1988                | Генеральный директор ООО «РУССКИЕ КРАИ» |
| ЕИО                 | СР                  | Каргапольцев Владимир Алексеевич |                     | |
| ЕИО                 | СР                  | Казаков Сергей Павлович          |                     | |